# Nick Vannett
Nick Vannett (Westerville, 6 marzo 1993) è un giocatore di football americano statunitense che milita nel ruolo di tight end per i Los Angeles Chargers della National Football League (NFL).

## Carriera
Vannett al college giocò con i Ohio State Buckeyes dal 2012 al 2015 dove vinse il campionato NCAA nel 2014. Fu scelto nel corso del terzo giro (94º assoluto) del Draft NFL 2016 dai Seattle Seahawks. Debuttò come professionista subentrando nella gara della settimana 6 contro gli Atlanta Falcons. La prima partita come titolare la disputò nella vittoria del decimo turno in casa dei New England Patriots. La sua stagione da rookie si chiuse con 3 ricezioni per 32 yard in 9 presenze, 2 delle quali come titolare.
Nella settimana 12 della stagione 2017, Vannett segnò il primo touchdown in carriera su passaggio del quarterback Russell Wilson nella vittoria in casa dei San Francisco 49ers. La sua seconda annata vide aumentare a 15 le sue presenze, 4 come titolare, con 12 ricezioni per 124 yard.
Nel 2019 Vannett giocò con i Pittsburgh Steelers.
Il 21 marzo 2020 Vannett firmò con i Denver Broncos.